# Грязненка
Грязненка — река в Калужской области России.
Протекает по территории Износковского и Дзержинского районов. Исток — в урочище Мятлевское лесничество, юго-восточнее посёлка Мятлево, впадает в реку Изверь в 20 км от её устья по левому берегу. Длина реки составляет 15 км, площадь водосборного бассейна — 79,7 км².

## Данные водного реестра
По данным государственного водного реестра России относится к Окскому бассейновому округу, водохозяйственный участок реки — Угра от истока и до устья, речной подбассейн реки — Бассейны притоков Оки до впадения Мокши. Речной бассейн реки — Ока.
Код объекта в государственном водном реестре — 09010100412110000021474.